# Dé é för mycké
Dé é för mycké är ett livealbum av punkbandet KSMB. Detta var en av KSMB:s två avskedskonserter. Denna spelades in 27 maj 1982 på Kamraspalatset på S:t Eriksgatan på Kungsholmen i centrala Stockholm. Kamraspalatset finns idag inte kvar utan nu ligger ett "Friskis & Svettis" där. Lokalen var överfylld med folk för att ryktet om KSMB:s avskedkonsert hade spridit sig. Detta blev den sista inspelningen för att både Johan Johansson och Lars Jonson hade redan innan denna spelning bestämt sig för att hoppa av på grund av brist på tid och pengar.

## Låtlista
| Nr           | Titel                   | Längd |
| ------------ | ----------------------- | ----- |
| 1.           | Spatsiba                | 3:07  |
| 2.           | Polsk zchlager          | 4:03  |
| 3.           | Atomreggae / Harrisburg | 2:43  |
| 4.           | 49 celler               | 3:47  |
| 5.           | Rövarnas visa           | 3:57  |
| 6.           | Tänker på dig           | 6:05  |
| 7.           | Blått & guld            | 2:49  |
| 8.           | ABAB                    | 1:50  |
| 9.           | Hårding                 | 2:40  |
| 10.          | Jag vill bara dansa     | 3:12  |
| 11.          | Jag vill dö             | 2:53  |
| Total längd: | Total längd:            | 37:07 |